# 修昔底德陷阱
修昔底德陷阱（英語：Thucydides Trap）是美国政治学者格雷厄姆·艾利森创造的术语，用来描述当新兴强国崛起威胁到现有强国的国际霸主地位时，雙方越可能直接爆發戰爭衝突。该术语是安全困境理論的一例，現時主要是为了描述美国与中华人民共和国间的潜在冲突。

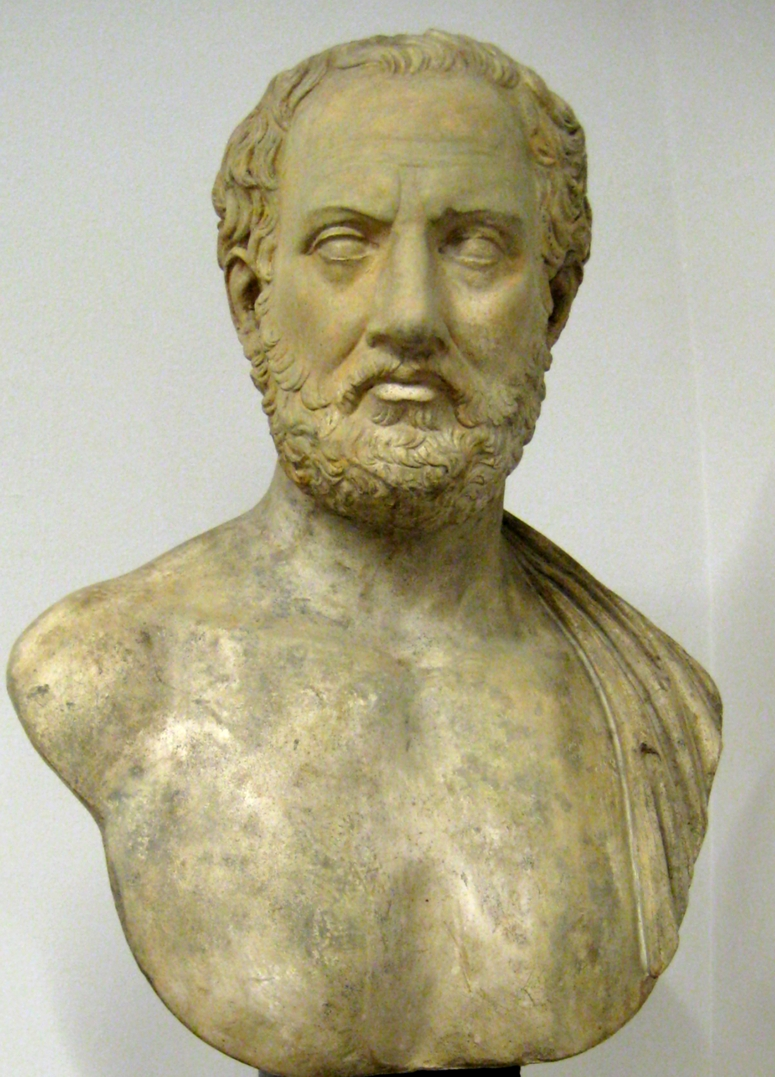
修昔底德（位於俄羅斯的半身像）

修昔底德陷阱基于古雅典名將及历史学者修昔底德的一段话，修昔底德认为雅典和斯巴达之间的伯罗奔尼撒战争不可避免，因为斯巴达对雅典实力的增长心生恐惧。為支持這論點，艾利森在哈佛大學貝爾弗科學與國際事務中心領導了一項研究，該研究發現，在新興大國與现有霸主競爭的16件歷史實例中，有12件最終以戰爭告終，然而這研究受到了相當大爭議，學術界對修昔底德陷阱的理論意見不一。

## 起源

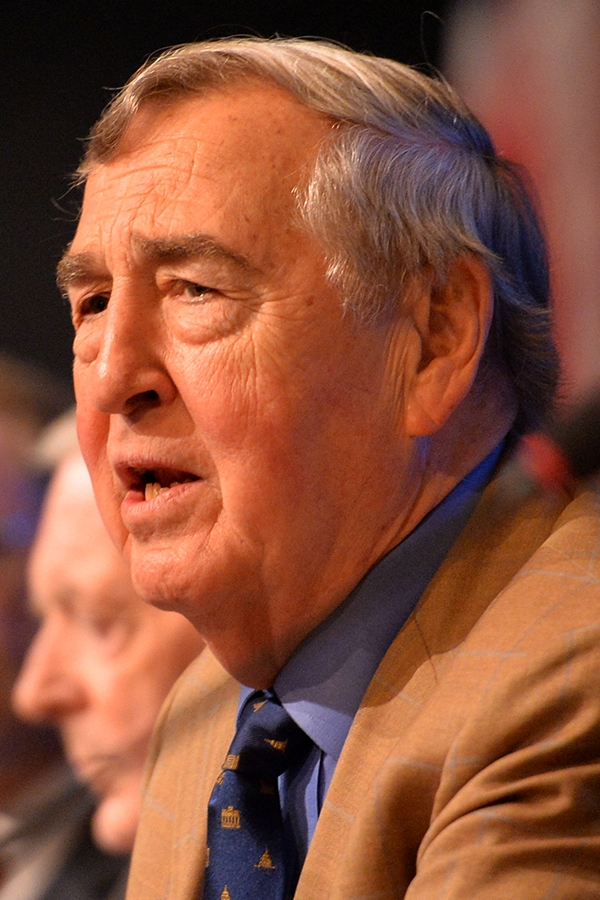
格雷厄姆·艾利森

修昔底德陷阱最早是格雷厄姆·艾利森在2012年在金融时报发表一篇探讨中美间潜在冲突的文章中提出。文章引用了伯罗奔尼撒战争史一句话︰
正是因為雅典的崛起引致斯巴達的恐懼，最終使戰爭不可避免。
艾利森在其著作《注定的一战》（Destined For War）中进一步阐述，用這术语描述當時快速崛起的大國雅典，挑戰现有强国斯巴達国际霸主的地位時，戰爭最後無可避免地爆發。他认为“中美两国目前正处于通往战争冲突的进程”。

## 定義
該術語描述了這樣一種理論，即當大國的霸權地位受到新興大國挑戰，兩大國間很可能發生戰爭。用格雷厄姆艾利森的話來說：
修昔底德陷阱指的是當快速崛起的大國威脅了現有霸主時，便自然會發生不可避免的混亂……當崛起的大國威脅要取代現有霸主地位時，由此產生的結構壓力使暴力衝突成為必然。
為了證明這理論，艾利森引用了哈佛大學貝爾弗科學與國際事務中心的一項研究，該研究結果表明：在近代歷史上新興強國與既有強國爆發的16次沖突中，其中12次導致了戰爭。

## 影響
該術語和圍繞它的論點已經在國際媒體（包括中國官媒）以及美國和中國的政治家中產生了影響。  由美國國防大學軍事研究機構國家戰略研究所發表的艾倫·格里利·米森海默（Alan Greeley Misenheimer）的案例研究稱，“自從進入國際關係詞典以來，就受到了全球關注”。

### 中美关系
中國領導人和中共總書記習近平引用了這詞，並警告說“我們需要共同努力，以避免修昔底德陷阱”。2018年和2025年，時任美國總統特朗普單方面向中國發起貿易戰，對幾乎一半的中企輸美商品徵收關稅，美中緊張局勢加劇，該詞的影響再次擴大。

## 批评
美国外交政策学者哈尔·布兰兹和麦克尔·伯克利主张，艾利森指为修昔底德陷阱的例子中，导向战争的动力并不是现有强国被超越的威胁，而是新兴强国因为高速发展转入停滞而开始胡来。他们写道：
引发战争的各种考虑——特别是促使谋求改变势力（此处指寻求动摇现有体系的势力）进行暴力攻击的各种考虑——比单纯的修昔底德陷阱更复杂。 一个相对财富和实力不断增长的国家肯定会变得更加自信和雄心勃勃。 在其他条件相同的情况下，它将寻求更大的全球影响力和威望。 但如果它的地位正在稳步提高，它应该推迟与卫冕霸主的致命对决，直到它变得更加强大……现在想象一下不同的场景。 一个不满的国家一直在增强其实力并扩大其地缘政治视野。 但随后这个国家的颠峰期过去，也许是因为经济放缓，也许是因为它自己的过度自信挑起了竞争对手的坚决联盟，或者也许是因为这两件事同时发生。 未来开始显得相当严峻。 迫在眉睫的危险感开始取代自己有无限可能性的感觉。 在这种情况下，谋求改变势力可能会采取大胆甚至激进的行动，在为时已晚之前攫取其所能的一切。 世界政治中最危险的轨迹是长期上升，然后出现一个急剧衰退的预期。
他们认为艾利森的好几个例子实际上是按这个模式发展的——而不是修昔底德陷阱——包括日俄战争、第一次世界大战、太平洋战争（他们此外还举了南北战争由南方突袭而开战和当代的普京统治下的俄罗斯的例子）。他们还进一步主张这个因素才更可能是导致中美冲突的原因，因为中国现在“经济增长放缓，而且面临国际抵制”。